# Dębowiec (gromada w powiecie zamojskim)
Dębowiec – dawna gromada, czyli najmniejsza jednostka podziału terytorialnego Polskiej Rzeczypospolitej Ludowej w latach 1954–1972.
Gromady, z gromadzkimi radami narodowymi (GRN) jako organami władzy najniższego stopnia na wsi, funkcjonowały od reformy reorganizującej administrację wiejską przeprowadzonej jesienią 1954 r. do momentu ich zniesienia z dniem 1 stycznia 1973 r, tym samym wypierając organizację gminną w latach 1954–1972.
Gromadę Dębowiec z siedzibą GRN w Dębowcu utworzono – jako jedną z 8759 gromad na obszarze Polski – w powiecie zamojskim w woj. lubelskim na mocy uchwały nr 18 WRN w Lublinie z dnia 5 października 1954 r. W skład jednostki weszły obszary dotychczasowych gromad Dębowiec wieś, Dębowiec kol. i Zrąb ze zniesionej gminy Stary Zamość oraz obszar reformy rolnej sprzed 1939 r. z dotychczasowej gromady Łaziska ze zniesionej gminy Skierbieszów (granica przebiega drogą Sitno-Łaziska) w tymże powiecie. Dla gromady ustalono 14 członków gromadzkiej rady narodowej.
1 stycznia 1962 r. do gromady Dębowiec włączono wieś Suchodębie z gromady Skierbieszów w tymże powiecie.
Gromada przetrwała do końca 1972 roku, czyli do kolejnej reformy gminnej.